# Madison megye (Kentucky)
Madison megye az Amerikai Egyesült Államokban, azon belül Kentucky államban található. Megyeszékhelye és legnagyobb városa Richmond. Lakosainak száma 92 701 fő (2020. április 1.). Madison megye Clark, Estill, Jackson, Rockcastle, Garrard, Jessamine és Fayette megyékkel határos.

## Népesség
A megye népességének változása:
| Lakosok száma | 83 133 | 84 101 | 84 759 | 85 590 | 87 824 | 92 701 |
|               | 2010   | 2011   | 2012   | 2013   | 2015   | 2020   |